# Adulis
Adulis és un indret arqueològic d'Eritrea, a aproximadament 50 quilòmetres del port de Massawa, sobre la costa de la mar Roja. L'indret constituïa el port principal del Regne d'Axum i és a l'origen del nom de la badia d'Adulis.
La ciutat actual de Zula podria ser una continuació de l'antic Adulis; sembla d'altra banda que el nom de Zula procedeix de la paraula grega Adulis.

## Història
La referència més antiga de la ciutat prové de Plini el Vell segons el qual la ciutat hauria estat fundada per esclaus egipcis fugitius. La ciutat fou després descrita al Periple de la Mar Eritrea, sobretot per al seu comerç d'esclaus i d'ivori.
Cosme Indicopleustes esmenta dues inscripcions que va trobar al segle VI: la primera menciona els èxits militars de Ptolemeu III Evergetes I (247-222 aC) obtinguts amb elefants de guerra capturats a la regió; la segona, coneguda sota el nom de Monumentum Adulitanum, va ser gravada en el 27è any del regnat d'un rei d'Axum no-identificat, lloant les seves victòries al sud i al nord d'Axum.
Una obra del quart segle, tradicionalment (però probablement equivocadament) atribuïda a Pal·ladi de Galàcia, esmenta el viatge d'un erudit (scholasticus) egipci a l'Índia per tal de descobrir la filosofia braman, acompanyat en una part del seu trajecte per un cert Moses, bisbe d'Adulis.
El control d'Adulis va permetre a Aksum esdevenir la potència predominant a la mar Roja. El port va servir de punt de suport per a Ella Asbeha Caleb d'Axum en el moment de la seva invasió del regne himiarita de Yusuf Asar Yathar (Dhu Nuwas) cap al 520, així com per a un cert nombre de raids cap a ports àrabs, l'últim datant del 702, que va ser marcat per l'ocupació del port de Jeddah.
La presa del port d'Adulis pels primers musulmans va posar final a les vel·leïtats marítimes del regne d'Axum i va contribuir a aïllar-lo de l'Imperi Romà d'Orient i dels seus altres aliats històrics.
Els últims anys d'Adulis continuen sent un misteri.
Alguns rars escrits musulmans esmenten Adulis i el proper arxipèlag de les illes Dahlak com terres d'exili, mentre que certs indicis suggereixen que Aksum hi va mantenir un accés marítim, tanmateix disminuït, amb la potència naval etíop declinant-hi de manera progressiva.

## Escorcolls arqueològics
Adulis va ser un dels primers indrets Aksumites a ser objecte d'escorcolls, en ocasió d'una campanya francesa dirigida per Vignaud i Petit que en van efectuar una primera localització el 1840, i van preparar un pla de treball implicant la localització d'estructures identificades com temples. El 1868, emissaris del baró Robert Napier en campanya militar contra Tewodros II d'Etiòpia van visitar Adulis i van posar a la llum diversos edificis, i sobretot els fonaments d'una església recordant l'arquitectura romana d'Orient.
Els primers escorcolls científics van tenir lloc en el moment d'una expedició alemanya el 1906 supervisada per R. Sundström, sobre la secció nord de l'indret i van descobrir una àmplia estructura batejada "palau d'Adulis". L'italià R. Paribeni va efectuar escorcolls el mateix any i va identificar estructures similars, i també un gran nombre d'habitatges ordinaris.
Les campanyes següents van tenir lloc el 1961 i 1962, l'institut etíop d'arqueologia va coordinar una expedició dirigida per Francis Anfray, que va permetre trobar objectes testificant molt fortes afinitats amb el període tardà del regne Aksumita.
De resultes de la independència d'Eritrea, el Museu Nacional d'Eritrea va demanar al govern etíop de restituir aquests objectes. Fins avui, aquesta demanda no ha estat satisfeta, en un context sempre tibant entre els dos països.